# Pyleov pokol
Pyleov pokol (znan tudi kot Pyleov poraz, Pyleov razčetverjenje ali Bitka pri reki Haw) se je odbila med ameriško revolucionarno vojno v današnjem okrožju Alamance v Severni Karolini 24. februarja 1781. Bitka se je zgodila med enotami Patriotov, dodeljenimi kontinentalni vojski pod poveljstvom polkovnika Henryja Leeja III. in lojalisti Severne Karoline, ki jim je poveljeval John Pyle. Zaradi edinstvene uniforme njegovih sil so lojalisti zmotno mislili, da so Leejevi možje pripadniki Britanske legije, ki so bili na poti, da bi okrepili Pyla. Ko so Leejevi možje odprli ogenj, so Pyleovo enoto popolnoma presenetili. To je privedlo do izjemno neenakomerne zmage za Leeja, Pyleova enota pa je bilo razpršena in poražena.